# 子式和余子式
在线性代数中，一个矩阵A的子式是指将A的某些行与列的交点组成的方阵的行列式；而A的余子式（又称余因式或余因子展开式）是指将A的某些行与列去掉之后所余下的方阵的行列式，其相应的方阵有时被称为余子阵。
将方阵A的一行与一列去掉之后所得到的余子式可用来获得相应的代数余子式（英語：cofactor），后者在可以通过降低多阶矩阵的阶数来简化矩阵计算，并能和转置矩阵的概念一并用于逆矩阵计算。
不过应当注意的是，余子式和代数余子式两个概念的区别。在数值上，二者的区别在于，余子式只计算去掉某行某列之后剩余行列式的值，而代数余子式则需要考虑去掉的这一个元素对最后值正负所产生的影响。

## 定义
设A为一个 m×n 的矩阵，k为一个介于1和m之间的整数，并且k≤n。A的一个k阶子式是在A中选取k行k列之后所产生的k2个交点组成的方块矩阵的行列式。
A的一个k阶余子式是A去掉了k行与k列之后得到的(m-k)×(n-k)矩阵的行列式。
由于一共有{\displaystyle {m \choose k}}种方法来选择该保留的行，有{\displaystyle {n \choose k}}种方法来选择该保留的列，因此A的k阶余子式一共有{\displaystyle {m \choose k}\cdot {n \choose k}}个。
如果m=n，那么A关于一个k阶子式的余子式，是A去掉了这个k阶子式所在的行与列之后得到的(n-k)×(n-k)矩阵的行列式，简称为A的k阶余子式。
n×n的方块矩阵A关于第i行第j列的余子式Mij是指A中去掉第i行第j列后得到的n−1阶子矩阵的行列式。有时可以简称为A的（i，j）余子式。

## 代数余子式和伴随矩阵
一个矩阵A的(i, j)代数余子式：Cij 是指A的(i, j)余子式Mij与(−1)i + j的乘积： 
Cij = (−1)i + j Mij
A的余因子矩阵是指将A的(i, j)代数余子式摆在第i行第j列所得到的矩阵，记为C。
C的转置矩阵称为A的伴随矩阵，伴随矩阵类似于逆矩阵，并且当A可逆时可以用来计算它的逆矩阵。

## 例子
对矩阵
{\displaystyle {\begin{bmatrix}\,\,\,1&4&7\\\,\,\,3&0&5\\-1&9&\!11\\\end{bmatrix}}}
要计算代数余子式C23。首先计算余子式M23，也就是原矩阵去掉第2行和第3列后的子矩阵的行列式：
{\displaystyle {\begin{vmatrix}\,\,1&4&\Box \,\\\,\Box &\Box &\Box \,\\-1&9&\Box \,\\\end{vmatrix}}}，即 {\displaystyle {\begin{vmatrix}\,\,\,1&4\,\\-1&9\,\\\end{vmatrix}}=9-(-4)=13}
因此，C23等于(-1)2+3 M23 {\displaystyle =-13}

## 应用
余子式和代数余子式最常在拉普拉斯展开中出现，用于将矩阵的行列式展成若干个小一阶的行列式之和。
给定一个m×n的实系数矩阵，设它的秩为r那么至少存在一个r阶的非零子式，同时所有大于r阶的 子式必然都是0。
设A是一个m×n的矩阵，I是集合{1,...,m}的一个k元子集，J是集合{1,...,n}的一个k元子集，那么[A]I,J表示A的k阶子式。其中抽取的k行的行标是I中所有元素，k列的列标是J中所有元素。
- 如果I=J，那么称[A]I,J是A的主子式。
- 如果I=J={1,...,k}（所取的是左起前k列和上起前k行），那么相应的主子式被称为顺序主子式。一个n×n的方块矩阵有n个顺序主子式。
- 对于埃尔米特矩阵，顺序主子式的符号被用来判定矩阵的正定性。

常见的矩阵乘法和柯西-比内公式都是以下计算子式乘积公式的特例： 
设A是一个m×n矩阵，B是一个n×p矩阵，I是集合{1,...,m}的一个k元子集，J是集合{1,...,p}的一个k元子集，那么
{\displaystyle [\mathbf {AB} ]_{I,J}=\sum _{K}[\mathbf {A} ]_{I,K}[\mathbf {B} ]_{K,J}\,}
其中子集K 取遍{1,...,n} 的所有k元子集。这个公式是柯西-比内公式的推论。

## 多线性代数
子式的一个更为对称和代数化的定义可以通过多线性代数中的外积给出：k阶子式是k阶外幂的系数。
如果将矩阵的k列看做k个向量并在一起，那么它的k阶子式就是k阶外幂映射到的k-向量中的系数。比如说，以下矩阵：
{\displaystyle {\begin{bmatrix}1&4\\3&\!\!-1\\2&1\\\end{bmatrix}}}
的2阶子式是−13、−7和5。现在考虑外积
{\displaystyle (\mathbf {e} _{1}+3\mathbf {e} _{2}+2\mathbf {e} _{3})\wedge (4\mathbf {e} _{1}-\mathbf {e} _{2}+\mathbf {e} _{3})}
其中的两个向量对应着矩阵的2个列。注意外积的性质： 
{\displaystyle \mathbf {e} _{i}\wedge \mathbf {e} _{i}=0}
以及
{\displaystyle \mathbf {e} _{i}\wedge \mathbf {e} _{j}=-\mathbf {e} _{j}\wedge \mathbf {e} _{i},}
我们得到其外积为：
{\displaystyle -13\mathbf {e} _{1}\wedge \mathbf {e} _{2}-7\mathbf {e} _{1}\wedge \mathbf {e} _{3}+5\mathbf {e} _{2}\wedge \mathbf {e} _{3}}
其中的系数正好是三个2阶子式的值。

### 引用
1. ↑  Burnside, William Snow & Panton, Arthur William. . 1886  [2022-03-23]. （原始内容存档于2019-05-02）.